# Монтано, Альдо (младший)
А́льдо Монта́но-младший (итал. Aldo Montano; род. 18 ноября 1978, Ливорно, Тоскана) — итальянский фехтовальщик, олимпийский чемпион Олимпийских игр 2004 и двукратный серебряный призёр Олимпийских игр 2004 и Олимпийских игр 2020, двукратный бронзовый призёр Олимпийских игр 2008 и Олимпийских 2012. Двукратный чемпион мира. Чемпион Европы. Представитель одной из самых известных мировых фехтовальных династий. Альдо Монтано-младший стал шестым представителем семейства, принявшим участие в Олимпийских играх.

## Спортивная биография
Первым крупным успехом в карьере Альдо Монтано явилось серебро на мировом первенстве 2002 года в командном турнире саблистов. Спустя год итальянскому спортсмену удалось стать бронзовым призёром личного первенства мира. На летних Олимпийских играх Альдо Монтано дебютировал 14 августа 2004 года в личных соревнованиях саблистов. Уверенно пройдя предварительные раунды, Альдо Монтано, посеянный под шестым номером, в финале встретился с сильным венгерским спортсменом Жолтом Немчиком (5-й номер посева). Поединок складывался для итальянца очень тяжело. По ходу встречи Альдо проигрывал 13:14, но сумел нанести два удара подряд и стать олимпийским чемпионом. Спустя 5 дней Монтано в составе сборной принял участие в командных соревнованиях саблистов. Обыграв в полуфинале главного фаворита турнира сборную России (45:42), сборная Италия вышла в финал где встречалась со сборной Франции. Свои три поединка Монтано завершил с общим счётом 23:15, однако партнёры не смогли показать столь же высокие результаты и итальянцы уступили 42:45, став серебряными призёрами Олимпийских игр.
За последующие 4 года Альдо Монтано добавил в свою коллекцию наград ещё две серебряные и одну бронзовую медали мировых первенств. На Олимпийских играх 2008 года в индивидуальном турнире саблистов Монтано рассматривали, как одного из главных претендентов на победу. Об этом свидетельствовал также высокий номер посева (№ 3). Но уже на стадии 1/8 финала итальянец потерпел поражение (14:15) от испанского спортсмена Хорхе Пинья (№ 15). В командных соревнованиях итальянская сборная, как и на играх в Афинах не смогла победить французскую сборную. В этот раз поражение пришлось на полуфинал. В матче за третье место итальянцы сумели обыграть сборную России (45:44) и завоевать бронзу. Для Альдо Монтано эта медаль стала третьей олимпийской наградой и по количеству медалей он догнал своего отца Марио Альдо Монтано.
На последующих двух чемпионатах мира в Анталье и Париже Монтано завоевал ещё две серебряные награды в командной сабле.
В 2011 году в итальянском городе Катания Альдо Монтано наконец сумел выиграть первую в своей карьере золотую медаль первенств мира. В индивидуальном турнире саблистов итальянец, посеянный под 8 номером, сумел победить немца Николаса Лимбаха со счётом 15:13 и стал победителем чемпионата. К золоту в индивидуальном турнире Альдо добавил бронзу и в командном первенстве.
В августе 2012 года Альдо принял участие в своих третьих Олимпийских играх. В личном турнире саблистов Монтано дошёл до третьего раунда, где уступил своему партнёру по сборной Диего Оккьюцци 13:15. В командной сабле итальянская сборная, как и четыре года назад, в поединке за третье место встретилась со сборной России и победила 45:40. Завоевав свою четвёртую олимпийскую медаль, Альдо Монтано смог опередить по количеству наград своего отца, на счету которого три олимпийских медали.

## Семья
Альдо является представителем третьего поколения итальянской династии фехтовальщиков Монтано. Помимо самого Альдо в Олимпийских играх принимали участие:
- Альдо-старший (дед) — серебряный призёр летних Олимпийских игр 1936 и 1948 года.
- Марио Альдо (отец) — чемпион летних Олимпийских игр 1972 года, серебряный призёр игр 1976 и 1980 года.
- Карло (дядя) — серебряный призёр летних Олимпийских игр 1976 года, участник игр 1972 года.
- Марио Туллио (дядя) — чемпион летних Олимпийских игр 1972 года, серебряный призёр игр 1976 года.
- Томмазо (дядя) — серебряный призёр летних Олимпийских игр 1976 года.

## Государственные награды
- Командор ордена «За заслуги перед Итальянской Республикой» — 27 сентября 2004 года